# Habitatge al carrer Homenatge a la Vellesa, 9 (Bellpuig)
L' Habitatge al carrer Homenatge a la Vellesa, 9 és una obra de Bellpuig (Urgell) inclosa a l'Inventari del Patrimoni Arquitectònic de Catalunya.

## Descripció
És un habitatge que consta de tres plantes i entrada porticada d'arcs semicirculars (dos laterals i tres frontals). La planta noble té quatre portes balconeres amb barana de forja i la segona és idèntica a la primera. A la planta tercera o golfa hi ha una sèrie de petites obertures d'arc de mig punt. Les obertures del primer pis estan emmarcades per una motllura; es combina una motllura llisa i altre amb una forma estrellada amb un relleu a l'interior al centre de la llinda. Dos dels arcs de l'entrada porticada es recolzen sobre una base quadrada, entre que el tercer arc frontal ho fa sobre una pilastra cilíndrica.